# Feistritz, Feldkirchen in Kärnten
Feistritz je naselje v Občini Trg v Okraju Trg na Koroškem v Avstriji.